# Antwerpse Jazzclub
The Antwerpse Jazzclub (afgekort als AJC) is een vereniging zonder winstoogmerk in Antwerpen, gesticht in 1938 door Hans Philippi, die wekelijkse spreekbeurten over -, en presentaties van opgenomen jazz muziek houdt. Anders dan deze sessies, organiseert ze jazz en blues concerten en, op aanvraag, jazz-evenementen voor andere verenigingen. De club bezit een van de drie privé-archieven die genoemd worden door het "Centrum voor Vlaams Muzikaal Erfgoed Resonant" in hun poging om een totaaloverzicht te creëren van het jazzerfgoed in België.

## Vergelijking met andere jazz clubs
De AJC is een van de vier Belgische jazz clubs die kort voor Wereldoorlog II ontstonden in België (alle in 1938), tezamen met de Hot Club de Belgique; de Jazz Club de Belgique en de "Sweet & Hot".
De club wordt samen met de USA Jazzlub Antwerp genoemd als organisaties die de "mainstream" jazz willen eren. In tegenstelling tot de USA Jazzlub Antwerp, die voornamelijk op Belgische jazzmusici focust, ligt de focus bij AJC op "afro-Amerikaanse negroïde vooroorlogse musici en hun naaste volgelingen binnen het gedachtegoed van de Franse criticus Hugues Panassié".
Een vereniging in Brussel die nauw aanleunt bij de club is "Cercle Sweet and Hot".

## Relaties met andere cultuurcentra
In 2002 verzorgde de AJC een inleiding tot een jazz-film in het Filmmuseum. Op 18 augustus 2016, organiseerde de AJC twee filmvertoningen over de Belgische jazz muzikant en orkestleider Stan Brenders en over de jazz gitarist Django Reinhardt respectievelijk. Dit deed ze in samenwerking met de Antwerpse cinema Cinema Zuid (de nieuwe naam van het Antwerpse Filmmuseum sinds 12 September 2009, nadat deze verhuisd was naar de Antwerpse wijk Zuid-Museum in 2004 "onder de vleugels van" het Museum van Hedendaagse Kunst Antwerpen).
Tijdens haar zeventig-jarig jubileumjaar, in Augustus 2008, werkte de AJC samen met het Museum van Hedendaagse Kunst Antwerpen omtrent de organisatie van jazz in het zomerprogramma van die laatste. Jazz is een veelvuldig wederkerend thema in deze zomerprogramma's. De AJC staat opgelijst als een "culturele partner" van het museum.
De club is lid van "De Stedelijke Culturele Raad van Antwerpen" (een adviesorgaan die burgerlijke participatie in het cultuurbeleid van de stad Antwerpen faciliteert); van Hot Club de France en van het "Centre for Black Music Research" in Chicago.

## Geschiedenis en concerten

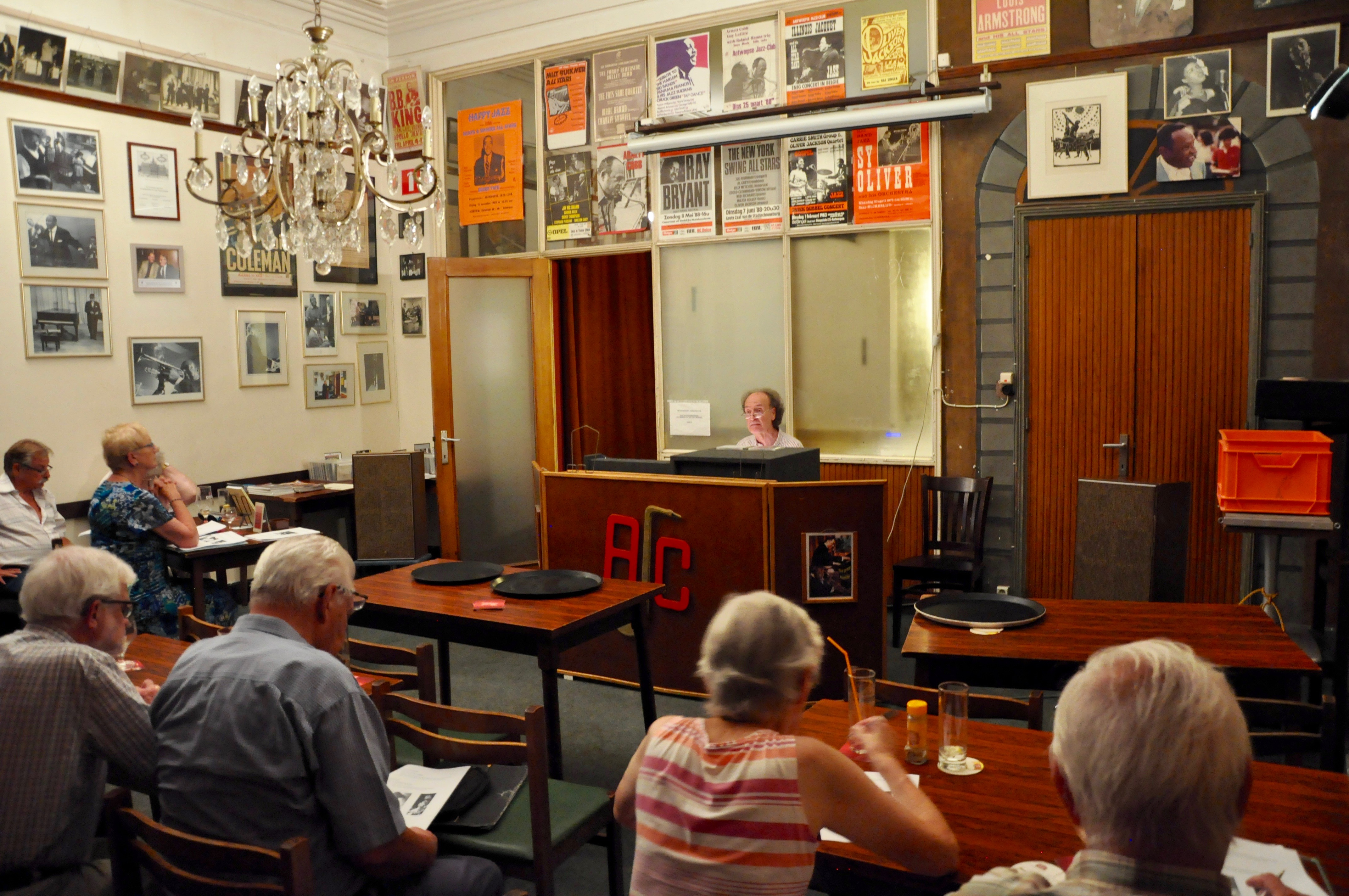
Guy Van Looy presenteert zijn multimedia blues presentatie genaamd "Portraits in Blues 57: Het SPIVEY PLATENLABEL" in de Antwerpse Jazzclub (AJC) op 13 september 2016.

In 1938 startte de club uit bijeenkomsten van het beluisteren naar becommentarieerde jazz muziek, wat ook vandaag haar hoofd-activiteit blijft.
Tijdens de Tweede Wereldoorlog waren platen moeilijk verkrijgbaar, maar jazzliefhebbers konden in clubs terecht. Concerten in België werden georganiseerd door een aantal jazz clubs, onder andere door "kleinere, lokale" clubs zoals de AJC.
In 1940 (twee nummers), en vervolgens van 1946 tot 1948 (achtentwintig nummers) bracht zij een jazz tijdschrift uit genaamd "Jazz Riffs".
Sinds 1950 ving de club ook aan concerten te organiseren. Onder de bekende jazz muzikanten die hebben opgetreden in Antwerpen in de jaren 1950 en 1960, omwille van de AJC, zijn: Willie "The Lion" Smith, Big Bill Broonzy, Earl Hines, Memphis Slim, Buck Clayton, Bill Coleman, Buddy Tate, Ben Webster, Illinois Jacquet, Ray Bryant en Guy Lafitte. Zo organiseerde de club op 29 maart 1952 een dubbelconcert met Big Bill Broonzy en John Davis in de ZOO Antwerpen.
In de jaren 1950 organiseerde de club ook bustochten naar Nederland om concerten te gaan bijwonen.
Op 16 juni 1967 speelden Buck Clayton en Ben Webster een concert in Antwerpen, georganiseerd door de AJC. Dit concert, in Café Samson, is geprezen doordat de solisten naar verluidt in uitstekende vorm waren. De brief die Ben Webster schreef na dit opgenomen concert is een van de weinigen van zijn hand die zijn bewaard gebleven. In de jaren 1970 trad het Jay McShann kwintet op in de AJC.
Tijdens haar zeventig-jarig jubileum, in 2008, honoreerde de club haar eigen geschiedenis tijdens haar dinsdagavond-sessies door het vertonen van haar eigen concertopnames, uitgebreide documentatie en beeldmateriaal.

## Locatie

### Franklin Rooseveltplaats
Tot de verhuizing naar Ambachtshuis de Mouwe, bevond de AJC zich op een bovenverdieping van "de Geuzenhofkes", waar zich nu de Franklin Rooseveltplaats bevindt.

### Ambachtshuis de Mouwe

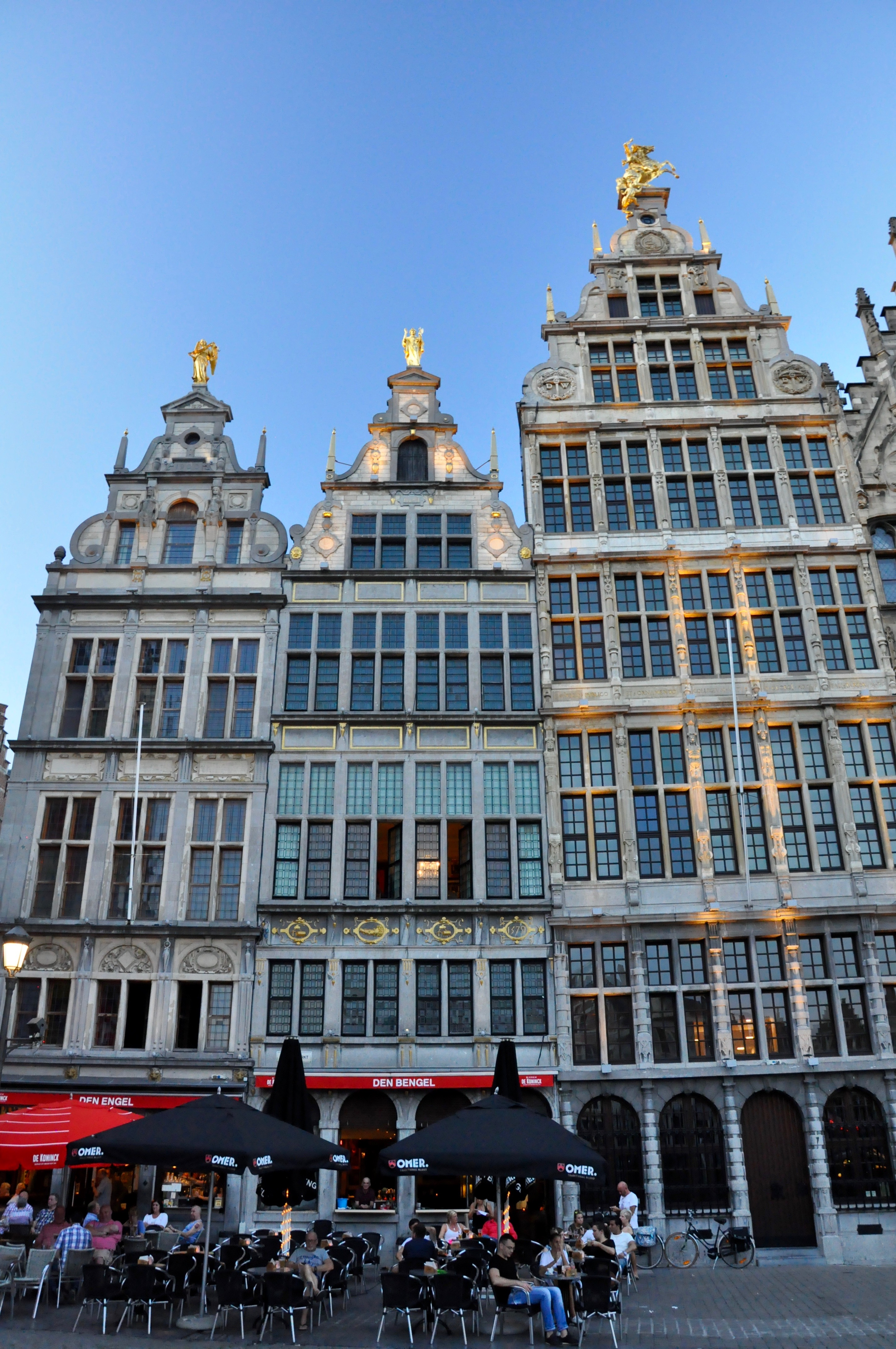
Het clubhuis van AJC is gelegen op de tweede verdieping (waar de ramen geopend zijn hier) van het gebouw in het midden (Ambachtshuis de Mouwe), een beschermd monument.

Sinds 8 november 1994, houdt de AJC haar sessies in een café in Antwerpen genaamd "Den Bengel".
Meer precies is het clubhuis van de AJC gelegen in het zelfde gebouw als dat café (die het gelijkvloers omvat), echter op de tweede verdieping. Het gebouw is een oud ambachtshuis genaamd "Ambachtshuis de Mouwe" (alternatieve namen: "de gulde Mouwe" of "het Cuypershuys"), wat geregistreerd staat in en beschermd is als een monument sinds 2 september 1976 in de Vlaamse "Inventaris Onroerend Erfgoed", deeluitmakend van het cultureel erfgoed in België.
De onderverdieping van het gebouw dateert uit 1579, haar geveltop uit 1628. Het gebouw was oorspronkelijk de "kamer van het Kuipersambacht". De architecturale stijl van het gebouw is renaissancearchitectuur. Het was door Leonard Blomme gerestaureerd in 1907. De top van het gebouw is gekroond met een driehoekig fronton dat een verguld standbeeld van Sint-Matthias ondersteund, de patroonheilige van de kuipers.
Het gebouw is deel van de Grote Markt. Wanneer men zijn voorgevel aanziet, bevindt zich het gebouw Burgerhuis Witten Engel aan de linkerzijde, en het gebouw Huis Spaengien aan de rechterzijde, wat ook beschermde monumenten zijn.

## Dinsdagavond-sessies
Haar Nederlandstalige dinsdagavond-sessies worden meestal gehouden door een lid, en anders door een andere jazzliefhebber, en worden vaak geïllustreerd aan de hand van DVD-opnames. Ze gaan elke dinsdag door van acht tot tien uur 's avonds, maar niet tijdens de Kerstmisperiode, noch tijdens de maand juli. Deze sessies worden wekelijks aangekondigd in de evenementen-rubriek "Gratis In Antwerpen" van de Gazet Van Antwerpen.